# Política da Etiópia
A política da Etiópia se desenvolve na estrutura de uma república federativa parlamentarista, no qual o primeiro-ministro é o chefe de governo. O Poder Executivo é exercido pelo governo, o Poder Legislativo é investido tanto no governo quanto nas duas câmaras que compõem o Parlamento da Etiópia, e o Poder Judiciário opera com relativa independência frente aos dois Poderes anteriormente citados.

## Histórico
A República Federal Democrática da Etiópia foi proclamada em 1995 por uma Assembleia Constitutiva eleita em 1994. Em eleições gerais, Meles Zenawi foi constitucionalmente proclamado Primeiro Ministro.
O sistema de governo baseia-se na repartição do poder entre nove regiões administrativas, delimitadas segundo critérios étnicos, e um Parlamento forte, integrado por uma câmara baixa com 548 representantes (Conselho de Representantes do Povo) e pelo Senado com 108 assentos (Conselho Federal).
Os representantes do povo são eleitos por voto popular direto, enquanto que os senadores são designados pelas regiões administrativas.
O Presidente da República exerce funções mais protocolares, sendo designado por ambas as casas do Parlamento. O atual ocupante do cargo é Girma Wolde Giorgis, que substituiu Negaso Gidada, em outubro de 2001.
O Chefe do Governo e mandatário de fato, igualmente designado pelo Parlamento, é o Primeiro-Ministro, Mélès Zenawi, no poder desde agosto de 1995.
O Governo é dominado pela Frente Democrática Revolucionária Popular da Etiópia (EPRDF), coalizão de grupos rebeldes que assumiu o poder em 1991, após longo período de conflitos internos.
A Constituição, promulgada em agosto de 1995, formalizou o atual sistema de "federalismo étnico", concedendo, em teoria, ampla autonomia às regiões administrativas, inclusive o direito de votar pela secessão. Na prática, as regiões estão fortemente submetidas ao controle financeiro do governo central.
A importância da Etiópia no contexto da África cresce em razão de sua capital constituir a sede da União Africana, organismo regional que sucedeu, em 2001, à Organização da Unidade Africana, igualmente instalada em Addis Abeba, em 1961.
Na capital etíope, também se encontra a Comissão Econômica para a África e estão instaladas mais de 70 representações diplomáticas de países de todos os continentes. A Etiópia integra o COMESA – Mercado Comum da África Austral e Oriental, bem como a IGAD – Autoridade Intergovernamental para o Desenvolvimento.
Secas periódicas assolam o país, mas dois terços das terras são férteis e a região tem muitos lagos. Cereais e café são as culturas predominantes. Ainda hoje o país sofre as consequências da longa guerra civil iniciada nos anos 60.
Na década de 1980 o país foi assolado por uma grande fome, provocada pela seca e pela guerrilha da província separatista da Eritreia (ex-província etíope), que conquista sua independência nos anos 90, fechando o acesso da Etiópia ao Mar Vermelho.
Em julho de 1977 a Etiópia foi invadida pela Somália, que defendia o separatismo de comunidades somalis no Deserto de Ogaden.

## Poder Executivo
| Cargo             | Nome             | Partido                                                  | Desde                 |
| ----------------- | ---------------- | -------------------------------------------------------- | --------------------- |
| Presidente        | Sahle-Work Zewde | Frente Democrática Revolucionária do Povo Etíope (EPRDF) | 25 de outubro de 2018 |
| Primeiro-ministro | Sahle-Work Zewde | Frente Democrática Revolucionária do Povo Etíope (EPRDF) | 25 de outubro de 2018 |

O presidente da Etiópia é eleito pelos membros da Casa do Povo para um mandato de seis anos, e o primeiro-ministro é indicado pelo partido que assumir o poder depois das eleições legislativas. O Conselho de Ministros, de acordo com a constituição de 1995 do país, compreende o primeiro-ministro, o vice-primeiro-ministro, diversos ministros bem como outros membros do gabinete determinados e aprovados pelos membros da Casa do Povo. Atualmente, estes ministros incluem os chefes do Ministério de Relações Exteriores, do Ministério de Agricultura e Desenvolvimento Rural, do Ministério de Recursos Hídricos, do Ministério da Saúde e do Ministério do Meio-Ambiente.

## Poder Legislativo
A Assembleia Parlamentar Federal tem duas câmaras: o Conselho dos Representantes do Povo (Yehizbtewekayoch Mekir Bet), com 547 membros eleitos para mandatos de cinco anos em distritos eleitorais de apenas um representante; e o Conselho da Federação (Yefedereshn Mekir Bet), com 110 membros, um para cada grupo nacional do país, e um representante adicional para cada um milhão de pessoas, que são indicados ao cargo pelos conselhos regionais - que podem elegê-los por conta própria ou através de eleições populares.
Diversos partidos de oposição estão representados no parlamento etíope; os representantes do estado de Oromia têm mais cargos e representantes, com o estado de Amhara na segunda posição, e assim por diante, seguindo a ordem numérica da população de cada estado. Diversos partidos de oposição, ocupam cadeiras no Parlamento. Entre os grupos que exercem pressão política está o Conselho de Forças Alternativas pela Paz e Democracia na Etiópia.

## Poder Judiciário
O presidente e o vice-presidente do Tribunal Superior Federal são recomendados pelo primeiro-ministro, e indicados pela Casa dos Representantes do Povo; para outros juízes federais, o primeiro-ministro recomenda candidatos que tenham sido escolhidos pelo Conselho Administrativo Judiciário Federal à Casa dos Representantes. Em maio de 2007 os tribunais superiores etíopes receberam o Prêmio "Tecnologia no Governo no Continente Africano" (Technology in Government in Africa, TIGA), concedido pela Comissão Econômica da África e pelo Centro de Recursos de Políticas Eletrônicas do Canadá (CePRC); o prêmio foi concedido pelos serviços eficientes prestados ao público através do uso de tecnologias modernas de comunicação de informação. O prêmio foi dado em quatro categorias diferentes, e a Agência de Receita de Adis Abeba, bem como os tribunais, receberam prêmios especiais por suas atividades.